# Salasungo
 El Salasungo (también conocido como Ganesh III / IV, Ganesh SE, Sangjing Ri, Tsala Sungo, Chaglasumgo o Kang Lombo) es un pico del Ganesh Himal, en la frontera entre Nepal y el Tíbet ( China ). 
El Salasungo, y todo el Ganesh Himal, se encuentran entre los valles Burhi Gandaki y Trisuli Gandaki, a unos 70 km al noroeste de Katmandú. El Salasungo se encuentra a unos 6 km al sur del Yangra (Ganesh I). El nombre "Salasungo" también se usa a menudo para referirse a otro pico ubicado a 4 km más al oeste, Ganesh NW.

## Nomenclatura y altitud
La nomenclatura para este pico es ambigua y confusa, y varía según las fuentes. La montaña se conocía anteriormente como Ganesh II hasta que se volvió a estudiar a principios de la década de 1990. La fuente del mapa antiguo proporciona una altitud de 7150m y 7110m, pero la altitud de 7043m dada por el Finnmap es actualmente la más ampliamente aceptada. 